# 襄陽府

襄阳府在湖北省的位置（1820年）

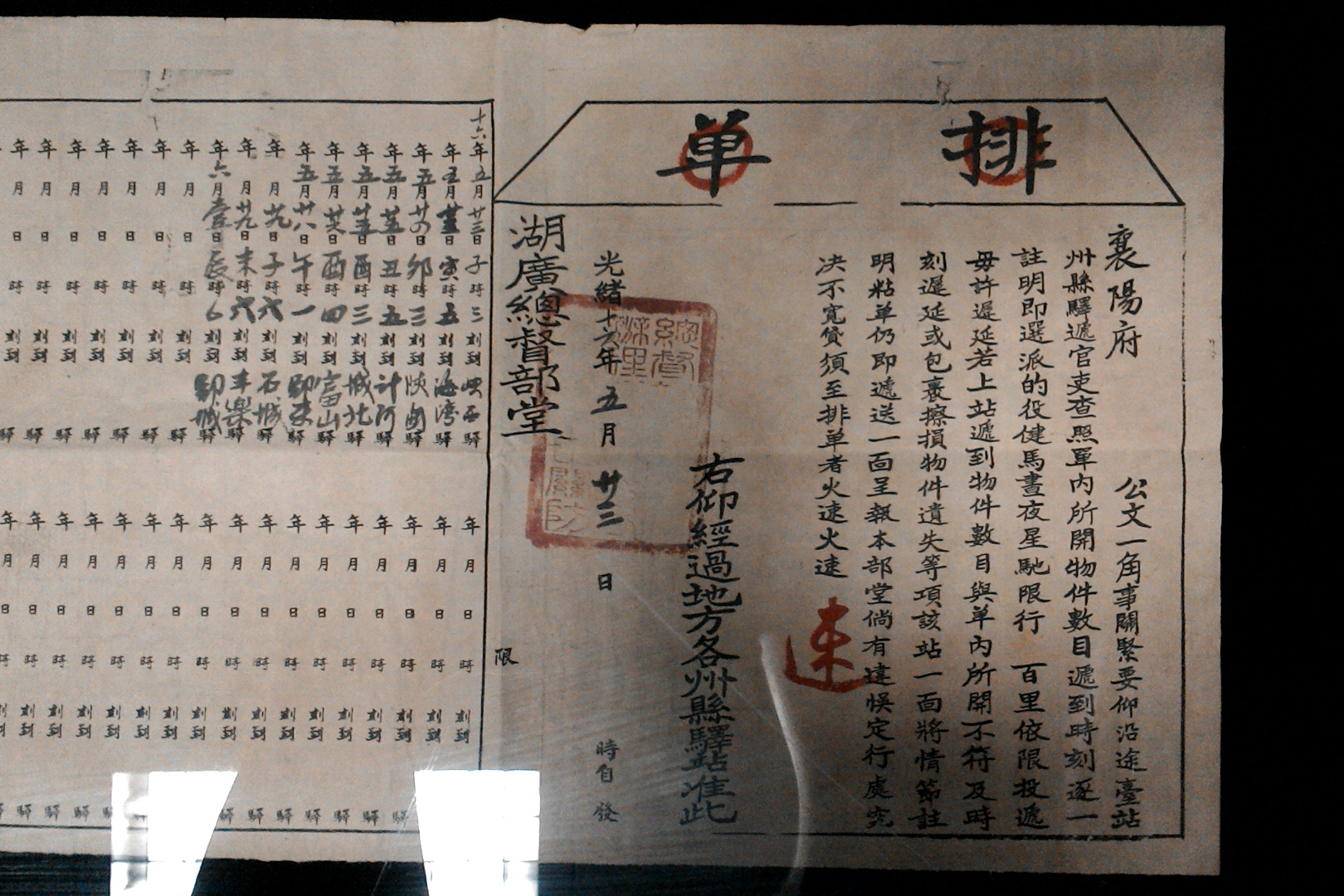
襄陽府排單，光緒十六年（1890年）五月廿三日。

襄阳府，北宋时设置的府。

## 歷史
宣和元年（1119年）升襄州置，治所在襄阳县（今湖北省襄阳市汉水南襄州区）。辖境约今湖北省襄阳、谷城、南漳、宜城等市县地。为京西南路治，後成為南宋的軍事重鎮。
元朝至元年间，改置襄阳路。
元末龙凤十年（1364年，甲辰年），朱元璋的政权改为襄阳府。明朝洪武九年（1376年），属湖广布政司，二十四年（1391年），改属河南布政司，复属湖广布政司，治所在襄阳县。成化十二年（1476年）十二月，分置鄖陽府。终明一朝，襄阳府领均州，六县：襄阳县、宜城县、南漳县、枣阳县、谷城县、光化县。
清朝初年，沿袭明制，属湖广布政司。康熙三年（1664年），属湖北布政司。评价：冲，繁，难，隶安襄郧荆道。下领均州，六县：襄阳县、宜城县、南漳县、枣阳县、穀城县、光化县。辖区约今湖北省丹江口市以东，枣阳以西和蛮河以北地。嘉庆时白莲教刘之协等在此起义。1912年废。

## 延伸阅读
[在维基数据编辑]
 《欽定古今圖書集成·方輿彙編·職方典·襄陽府部》，出自陈梦雷《古今圖書集成》